# Claudio Bosia
Claudio Bosia (* 17. April 1983 in Sorengo) ist ein ehemaliger italienischer Freestyle-Skier. Er war auf die Buckelpisten-Disziplinen Moguls und Dual Moguls spezialisiert.

## Werdegang
Bosia trat im Dezember 2002 in Tignes erstmals im Freestyle-Skiing-Weltcup an, wobei er den 39. Platz im Moguls errang und nahm bis 2007 an 27 Weltcups teil. Sein bestes Ergebnis dabei erreichte er im Februar 2005 mit dem 19. Platz im Moguls in Voss. Bei den Weltmeisterschaften 2005 in Ruka belegte er den 30. Platz im Moguls sowie den 17. Rang im Dual Moguls und bei den Weltmeisterschaften 2007 in Madonna di Campiglio den 29. Platz im Dual Moguls sowie den 26. Rang im Moguls. Zudem kam er bei den Olympischen Winterspielen 2006 in Turin auf den 31. Platz im Moguls.

## Erfolge

### Olympische Spiele
- 2006 Turin: 31. Platz Moguls

### Weltmeisterschaften
- 2005 Ruka: 17. Platz Dual Moguls, 30. Platz Moguls
- 2007 Madonna di Campiglio: 26. Platz Moguls, 29. Platz Dual Moguls

### Weltcupwertungen
Bosia nahm an 27 Weltcups teil.
| Saison  | Gesamt | Gesamt | Moguls | Moguls |
| Saison  | Punkte | Platz  | Punkte | Platz  |
| ------- | ------ | ------ | ------ | ------ |
| 2004/05 | 1      | 148.   | 13     | 52.    |
| 2005/06 | 1      | 193.   | 8      | 61.    |